# Mutations
Mutations är ett album av Beck, utgivet i november 1998. Beck tilldelades för albumet en Grammy i kategorin Best Alternative Music Performance.
Låtarna "Cold Brains", Nobody's Fault but My Own" och "Tropicalia" var släppta som singlar.

## Låtlista
Samtliga låtar skrivna av Beck Hansen.
1. "Cold Brains" - 3:44
2. "Nobody's Fault but My Own" - 5:05
3. "Lazy Flies" - 3:45
4. "Canceled Check" - 3:17
5. "We Live Again" - 3:06
6. "Tropicalia - 3:23
7. "Dead Melodies" - 2:38
8. "Bottle of Blues" - 4:58
9. "O Maria" - 4:02
10. "Sing It Again" - 4:21
11. "Static" - 4:22
12. "Diamond Bollocks" - 6:06
13. "Runners Dial Zero" - 4:03